# (37872) 1998 FW28
1998 FW28 (asteroide 37872) é um asteroide da cintura principal. Possui uma excentricidade de 0.09800700 e uma inclinação de 3.06048º.
Este asteroide foi descoberto no dia 20 de março de 1998 por LINEAR em Socorro.